# Luc Isebaert
Luc Isebaert (Zwevezele, 1941. május 22. – Oostende, 2019. szeptember 30.) belga, holland anyanyelvű (neuro)pszichiáter és pszichoterapeuta, a megoldásközpontú terápia világszakértője.

## Életpályája
Luc Isebaert 1941. május 22-én született Zwevezele-ben. 1966-ban doktorált a Leuveni Katolikus Egyetem Orvostudományi Karán, alapítója és inspirálója volt a Korzybski megoldás-orientált terápiás intézetnek és a rövid terápia bruges-i modelljének. Alapító tagja volt ezenkívül több egyesületnek is. A megoldásközpontú terápia világának egyik legnagyobb tekintélyeként tartják számon.
1984-ben Milton H. Erickson munkája által inspirálva tanulmányi csoportot alapított Myriam Le Fevere de Ten Hove-val és Erwin De Bisscoppal, hogy megértse Erickson és más érdekes terapeuták sikerét. A Korzybski Intézetet többek között Gregory Bateson, Salvador Minuchin és Alfred Korzybski munkái alapján alapították meg. 
Több éven át volt a bruges-i AZ Sint-Jan pszichiátriai-pszichoszomatikai osztályának vezetője.
Nyugdíjba vonulása után Dr. Isebaert továbbra is tanított és konferenciákon beszélt. Megnősült, Ostendben élt, 2019. szeptember 30-án bekövetkezett haláláig.

## Munkássága
Isebaert több könyvet is írt. Első könyvét Marie-Christine Cabie-val közösen írta: Pour une Therapie Breve: Le libre Choix du patient comme éthique en psychothérapie címen, mely 1997-ben jelent meg.
Egy alkoholfogyasztásról szóló programhoz kapcsolódóan Jean Pierre Dumoulinnal közösen írt kézikönyvet: Drinking Guide, gyakorlati útmutató a felelős alkoholfogyasztáshoz címen. Az AZ Sint-Jan nevű nyitott kórházzal együttműködve kutatásokat végeztek az alkoholfüggőséggel kapcsolatban. Ebben a tanulmányban, a nyomon követés során azt állapította meg, hogy amikor az alkoholfüggőség megszűnt, más problémák is megoldódtak, mint például a szorongás és a depresszió, anélkül, hogy közvetlenül foglalkoztak volna velük. Egy többközpontú vizsgálatot is végeztek krónikus és rezisztens depressziós betegek körében.
Ő írta a The Therapeutic Alliance című könyvet is. a Bruges-i Modell, amely a megoldás-orientált modell elméleti alapjait és alkalmazási lehetőségeit hivatott elmagyarázni. Isebaert írt egy gyakorlati kézikönyvet erről a munkamódszerről: Praktijkboek megoldásközpontú kognitív terápia. 
Isebaert módszerére jellemző volt, hogy olyan kérdéseket alkalmazott, amelyek a hálára irányítják a figyelmet. Egyik sikeres technikája a „3 kérdés azoknak, akik boldogan akarnak élni”, amelyek egy pozitív napló megírásához vezetnek. Ezt a naplót naponta hosszabb ideig kell vezetni, hogy pozitívabb gondolkodásmódot alakítsanak ki, hogy hosszan tartó változást idézzen elő az agyban. Ezeket a kérdéseket a Korzybski Intézeten keresztül terjesztették, és különböző verziókban találhatók meg.
A boldogság 3 kérdése a következőkre összpontosít:
- elégedettség a saját cselekedeteivel: mivel elégedett maga az ember;
- mások pozitív cselekedeteinek észrevétele önmagával szemben: mit tett a másik a személyért, amivel elégedett, és (egyes változatokban) hogyan tette valószínűbbé, hogy a többiek ezt ismét megteszik;
- figyelem az érzékszervi élményre: mit láthat, hall, érez, szagolhat az ember, mi az, amiért hálás.

Ez a fókusz segít az embereknek megtörni a gondolkodás negatív spirálját. Jellemző erre a megközelítésre, hogy felkérik a személyt, hogy találja ki a saját variációit erre a gyakorlatra.
Isebaert hozzájárult a stressz, szorongás, depresszió és kiégés elleni online önsegítő programhoz is, a „15 perc 4 én”. Egy Paul Koeckkel készült interjúban megvizsgálják egy online program előnyeit a fejlődés meglévő folyamatainak támogatására. A pszichoterápia nem csak a megoldás megtalálásáról szól, hanem egy szokás megerősítéséről és állandósításáról is. A napi emlékeztetők segítik a változást.